# Dereköy, Damal
Dereköy là một xã thuộc huyện Damal, tỉnh Ardahan, Thổ Nhĩ Kỳ. Tính đến năm 2010, dân số là 223 người.